# فول أوت: فيغاس الجديدة
فول أوت: فيغاس الجديدة (بالإنجليزية: Fallout: New Vegas)‏ هي لعبة فيديو صدرت في 19 أكتوبر 2010، وهي متوفرة على أجهزة ويندوز وإكس بوكس 360 وبلاي ستيشن 3. اللعبة من نشر بيثيسدا سوفت ووركس.

## وصلات خارجية
- فول أوت: فيغاس الجديدة على موقع IMDb (الإنجليزية)

- الموقع الرسمي